# Paul Pedersen
Paul Andreas Pedersen (Halden, 1886. szeptember 18. – Halden, 1948. augusztus 16.) olimpiai ezüst- és bronzérmes norvég tornász.
Az 1908. évi nyári olimpiai játékokon versenyzett tornában és összetett csapatversenyben ezüstérmes lett.
Az 1912. évi nyári olimpiai játékokon ismét indult tornában és svéd rendszerű összetett csapatversenyben bronzérmes lett.
Klubcsapata a Fredrikshalds Turnforening volt.